# Nazionale olimpica di calcio del Perù
La nazionale olimpica peruviana di calcio è la rappresentativa calcistica del Perù che rappresenta l'omonimo stato ai giochi olimpici.

## Storia
La nazionale maggiore del Perù aveva partecipato ai giochi olimpici già nell'edizione del 1936, mentre la nazionale olimpica ha avuto il suo esordio nell'edizione del 1960. In questa edizione il Perù è stato eliminato nella fase a gironi dove ha collezionato solamente due punti, frutto di due sconfitte con la Francia per 2-1 e l'Ungheria per 6-2, ed una vittoria contro l'India per 3-1. Dal 1960 il Perù del calcio non si qualificò più alle Olimpiadi.

## Statistiche dettagliate sui tornei internazionali

### Giochi olimpici
| Anno | Luogo             | Piazzamento      | V | N | P | Gol |
| ---- | ----------------- | ---------------- | - | - | - | --- |
| 1952 | Helsinki          | Non partecipante | - | - | - | -   |
| 1956 | Melbourne         | Non partecipante | - | - | - | -   |
| 1960 | Roma              | Primo turno      | 1 | 0 | 2 | 6:9 |
| 1964 | Tokyo             | Non qualificata  | - | - | - | -   |
| 1968 | Città del Messico | Non qualificata  | - | - | - | -   |
| 1972 | Monaco di Baviera | Non qualificata  | - | - | - | -   |
| 1976 | Montréal          | Non qualificata  | - | - | - | -   |
| 1980 | Mosca             | Non qualificata  | - | - | - | -   |
| 1984 | Los Angeles       | Non partecipante | - | - | - | -   |
| 1988 | Seul              | Non qualificata  | - | - | - | -   |
| 1992 | Barcellona        | Non qualificata  | - | - | - | -   |
| 1996 | Atlanta           | Non qualificata  | - | - | - | -   |
| 2000 | Sydney            | Non qualificata  | - | - | - | -   |
| 2004 | Atene             | Non qualificata  | - | - | - | -   |
| 2008 | Pechino           | Non qualificata  | - | - | - | -   |
| 2012 | Londra            | Non qualificata  | - | - | - | -   |
| 2016 | Rio de Janeiro    | Non qualificata  | - | - | - | -   |
| 2020 | Tokyo             | Non qualificata  | - | - | - | -   |
| 2024 | Parigi            |                  | - | - | - | -   |

## Tutte le rose

### Giochi olimpici
Calcio ai Giochi Olimpici Estivi 1960P H. Campos, P Salinas, D Boulanger, D E. Campos, D Carmona, D de Guevara, D Luña, C Arguedas, C Biselach, C Eral, A Altuna, A Cáceres, A Gallardo, A Guzmán, A Iwasaki, A Nieri, A Ramírez, A Ruiz, A Uribe, CT: Orth
NOTA: Per le informazioni sulle rose precedenti al 1952 visionare la pagina della Nazionale maggiore.